# Johs Harviken
Johs Harviken, född 6 april 1943 i Elverum, är en norsk före detta längdskidåkare som var aktiv på 1970-talet. Han tog silver på 4 x 10 km och brons på 30 km vid Olympiska vinterspelen 1972 i Sapporo.